# Franz Tumler
Franz Ernest Aubert Tumler (* 16. Jänner 1912 in Gries bei Bozen; † 20. Oktober 1998 in Berlin) war ein österreichischer Schriftsteller mit starkem Südtirolbezug.

## Leben
Tumler wurde als Sohn des Gymnasiallehrers Franz Tumler (1878–1913) und dessen Ehefrau Ernestine geb. Fridrich in der Villa Fortuna in Gries (nahe dem Ansitz Treuenstein) geboren. Nach dem Tod des Vaters zog die Mutter mit ihren zwei Kindern 1913 nach Linz. Tumler besuchte dort die Volks- und Bürgerschule sowie das Bischöfliche Lehrerseminar. Nach dem Abschluss seiner Lehrerausbildung war er von 1930 bis 1934 Volksschullehrer in Paura und von 1934 bis 1938 in Buchkirchen/Wels. Bereits ab 1935 ließ er sich zeitweise beurlauben, um in Bozen und Wien Zeit für seine schriftstellerischen Arbeiten zu haben.
Infolge seiner völkischen Einstellung gehörte Tumler bereits in der zweiten Hälfte der 1930er Jahre zu den von den Nationalsozialisten besonders geförderten Autoren. Seine Werke erreichten bis zum Ende des Dritten Reiches eine Gesamtauflage von etwa 300.000 Exemplaren. 1938 quittierte Tumler den Schuldienst.
Nach dem Anschluss Österreichs 1938 an das Deutsche Reich beteiligte sich Tumler mit einem Beitrag am „Bekenntnisbuch österreichischer Dichter“ (herausgegeben vom Bund deutscher Schriftsteller Österreichs), das den Anschluss begeistert begrüßte.
Nach seiner Heirat mit Susanne Lühr zog er 1939 nach Hagenberg in Oberösterreich. Er war befreundet mit Autoren wie Gertrud Fussenegger und Josef Weinheber. Tumler war Obergruppenführer der SA, beantragte am 2. Januar 1940 die Aufnahme in die NSDAP und wurde am 1. April aufgenommen (Mitgliedsnummer 7.964.787). Er veröffentlichte unter anderem in der nationalkonservativen Literaturzeitschrift „Das Innere Reich“. Als von den Machthabern privilegierter Autor war er vom Wehrdienst befreit, meldete sich jedoch 1941 freiwillig zur Wehrmacht. Er war Soldat der Marineartillerie und geriet bei Kriegsende für kurze Zeit in Kriegsgefangenschaft.
In der Sowjetischen Besatzungszone wurden seine Schriften Im Jahre 38 und Der Soldateneid (beide Langen/Müller, München 1939) sowie Österreich ist ein Land des Deutschen Reiches (Eher, Berlin 1941) auf die Liste der auszusondernden Literatur gesetzt.
Nach 1945 nahm Franz Tumler seine Lehrertätigkeit nicht wieder auf, sondern setzte seine Existenz als freier Schriftsteller fort. Bis 1947 hatte er Publikationsverbot. Ab 1949 lebte er in Altmünster am Traunsee, seit 1954 war sein Hauptwohnsitz West-Berlin, ohne seine österreichische Staatsbürgerschaft aufzugeben. In Berlin fand er Anschluss an die junge deutsche Literatur der 1950er Jahre, so nahm er an mehreren Tagungen der Gruppe 47 teil und befreundete sich mit Gottfried Benn.

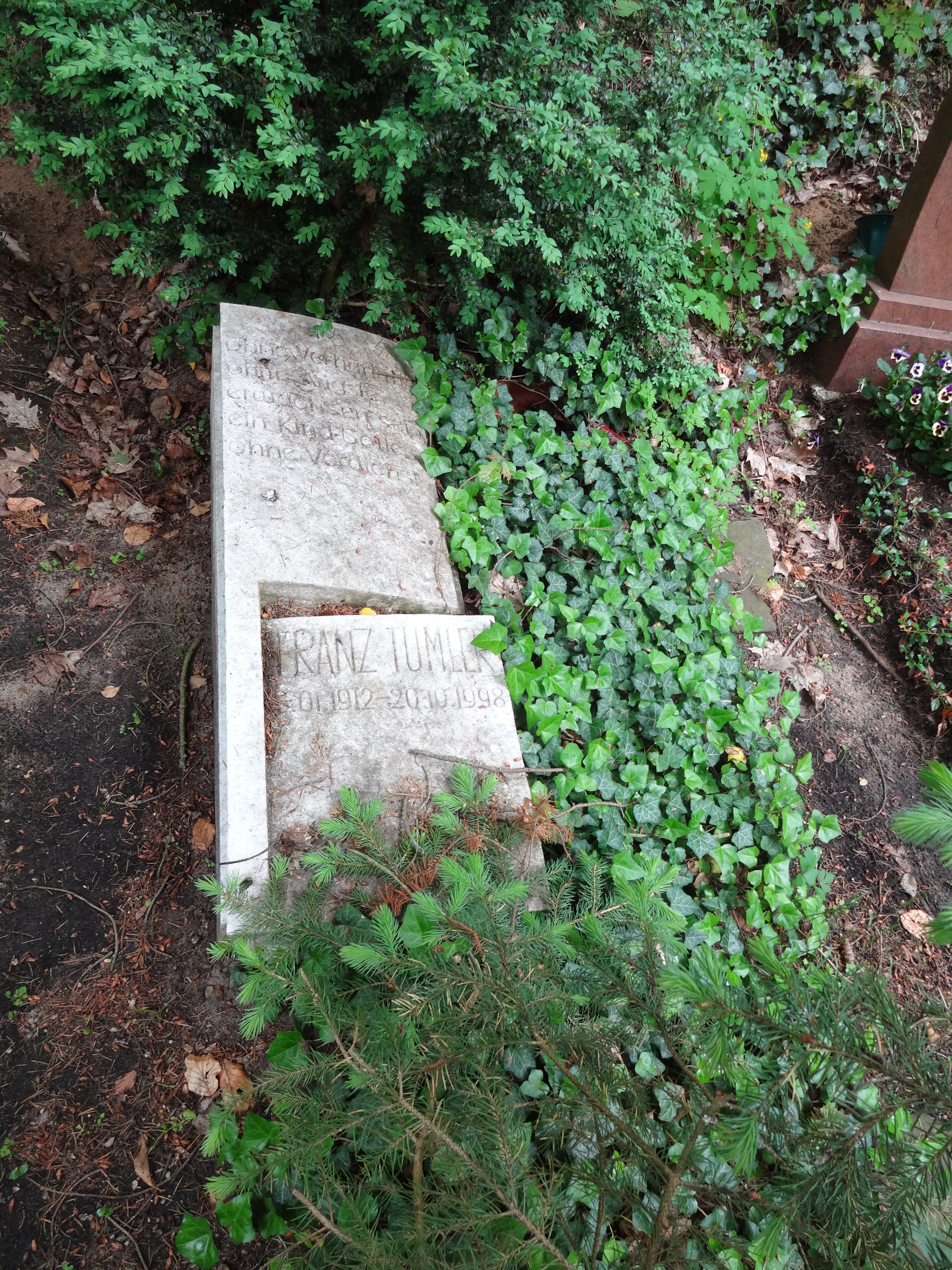
Grab von Franz Tumler auf dem Friedhof Heerstraße in Berlin-Westend

Franz Tumler gehörte seit 1959 der Berliner Akademie der Künste an und war von 1967 bis 1968 Direktor und von 1968 bis 1970 stellvertretender Direktor ihrer Literaturabteilung. Er war außerdem korrespondierendes Mitglied der Bayerischen Akademie der Schönen Künste in München und des PEN-Zentrums der Bundesrepublik Deutschland. Nach der Scheidung von seiner Frau Susanne heiratete er in den 1990er Jahren die Psychoanalytikerin Sigrid John. Im Gegensatz zu vielen seiner Zeitgenossen leugnete er nie seine frühere aktive Verstrickung mit der NS-Diktatur – und die damit verbundene Schuld.
Franz Tumler starb im Oktober 1998 im Alter von 86 Jahren in Berlin. Die Beisetzung erfolgte auf dem landeseigenen Friedhof Heerstraße in Berlin-Westend (Grablage: 12-D-5). Das liegende Grabdenkmal aus Laaser Marmor – ein Verweis auf die Südtiroler Heimat des Verstorbenen – ist zweigliedrig gestaltet und zeigt im oberen Teil ein geschlossenes und im unteren ein aufgeschlagenes Buch. Es handelt sich um eine Stiftung der Gemeinde Laas, deren Ehrenbürger Franz Tumler seit 1982 war. Das von dem Bildhauer Alfred Gutweniger geschaffene Grabdenkmal wurde im Oktober 2003 im Beisein der Witwe Sigrid John-Tumler feierlich eingeweiht.

## Würdigung
Franz Tumler war in der ersten Phase seines literarischen Schaffens ein Sympathisant der NS-Ideologie. Zu jener Zeit waren seine Werke stilistisch stark von Adalbert Stifter beeinflusst und hatten, wie auch später häufig, seine Südtiroler Heimat zum Schauplatz. Nach dem Ende des Zweiten Weltkriegs setzte sich Tumler in einigen zeitgeschichtlichen Romanen mit dem Dritten Reich auseinander, was zu seiner allmählichen Rehabilitation bei der zeitgenössischen Kritik führte. Ende der 1950er Jahre nahm Tumlers Skepsis gegenüber der herkömmlichen, realistischen Literatur zu, er wandte sich von der Position des allwissenden Erzählers ab und ging über zu einer von der literarischen Moderne, vor allem vom Nouveau roman beeinflussten, Erzählweise. Nach einem Schlaganfall 1973 veröffentlichte Tumler nur noch sporadisch neue, vorwiegend lyrische Arbeiten und geriet daher bei der literarischen Öffentlichkeit weitgehend in Vergessenheit. Spätestens seit den 1990er Jahren hat jedoch eine Neuentdeckung eingesetzt, und heute gilt Tumler als bedeutender Autor sowohl der Südtiroler als auch der österreichischen Nachkriegsliteratur.
Zu seinen Ehren wurde der Franz-Tumler-Literaturpreis benannt.

## Auszeichnungen und Ehrungen
- 1939 Literaturpreis der Reichshauptstadt Berlin
- 1942 Sudetendeutscher Schrifttumspreis
- 1956 Charles-Veillon-Preis für Der Schritt hinüber
- 1961 Literaturpreis des Kulturkreises der deutschen Wirtschaft
- 1967 Literaturpreis der Bayerischen Akademie der Schönen Künste
- 1969 Adalbert-Stifter-Medaille
- 1970 Arbeitsstipendium der Villa Serpentara
- 1971 Adalbert-Stifter-Preis
- 1981 Österreichisches Ehrenkreuz für Wissenschaft und Kunst I. Klasse
- 1982 Würdigungspreis des Landes Tirol
- 1982 Andreas-Gryphius-Preis
- 1985 Walther-von-der-Vogelweide-Preis
- 1985 Verdienstkreuz des Landes Tirol
- 1987 Österreichisches Bundesverdienstkreuz „Litteris et Artibus“, I. Klasse (Professor h.c.), verliehen in der österreichischen Residenz, Berlin
- 1991 Premio ITAS 1991 di Letteratura di Montagna „Premio d’Onore“, Trient
- 1992 Kunstwürdigungspreis der Stadt Linz

## Werke
- Das Tal von Lausa und Duron, München 1935
- Der Ausführende, München 1937
- Die Wanderung zum Strom, München 1937
- Im Jahre 38, München 1939
- Der Soldateneid, München 1939
- Der erste Tag, München 1940
- Österreich ist ein Land des Deutschen Reiches, Berlin 1940
- Anruf, München 1941
- Auf der Flucht, Wien, Berlin, München 1943
- Ländliche Erzählungen, Graz 1944
- An der Waage, Hameln 1947
- Einmal war etwas Gutes geschehen, Hameln 1947
- Liebes-Lobpreisung, Hameln 1947
- Landschaften des Heimgekehrten, Wien, Linz, Zürich 1948
- Der alte Herr Lorenz, Salzburg 1949
- Neue Blick auf die Erde, Hameln 1949
- Heimfahrt, Salzburg, Köln, Zürich 1950
- Berlin, Geist und Gesicht, München, Stuttgart 1953
- Das Hochzeitsbild, Salzburg 1953
- Ein Schloß in Österreich, München 1953
- Der Schritt hinüber, Frankfurt am Main 1956
- Der Gardasee, München u. a. 1958 (zusammen mit Heinz Müller-Brunke)
- Der Mantel, Frankfurt am Main 1959
- Nachprüfung eines Abschieds, Zürich 1961
- Volterra, Frankfurt am Main 1962
- Aufschreibung aus Trient, Frankfurt am Main 1965
- Sätze von der Donau, Zürich 1965
- Schüsse auf Dutschke, Berlin 1968
- Welche Sprache ich lernte, Berlin 1970
- Das Land Südtirol, München 1971
- Über die Akademie der Künste, Berlin 1971
- Ein Landarzt, Zollikon/Zürich 1972
- Pia Faller, München, Zürich 1973
- Landschaften und Erzählungen, München 1974
- Das Ältere, in: Roland Kristanell (Hg.), Musik in Südtirol. Arunda, Schlanders 1982
- Album Rom, Innsbruck 1983 (zusammen mit Dieter Manhartsberger)
- Das Zerteilen der Zeit, Innsbruck 1989
- Der Keksfresser. An der Waage, Weitra 1990
- Aber geschrieben gilt es, Bozen 1992

Neben den oben angeführten selbstständigen Buchpublikationen finden sich vor allem Lyrik und kurze Prosatexte in diversen Zeitungen und Zeitschriften, wie zum Beispiel: Alpenländische Morgenzeitung, Arunda, Das Innere Reich, Dolomiten, Facetten (bis 1969 Stillere Heimat), Das Fenster, Jahresring, Literatur und Kritik, Merian, Merkur, Neue Deutsche Hefte, Die Rampe, Sprache im technischen Zeitalter, Wort im Gebirge,
Wort und Wahrheit.

## Herausgeberschaft
- Adalbert Stifter: Ein kleines Stifter-Lesebuch, München 1939
- Bruno Ammering: Gedichte, Wels 1949
- Adalbert Stifter: Auf goldenen Rädern, Bonn 1963

## Werkausgaben
- Hier in Berlin, wo ich wohne. Texte 1946–1991. Herausgegeben und mit einem Nachwort von Toni Bernhart. Haymon, Innsbruck 2014. ISBN 978-3-7099-7083-6.
- Aufschreibung aus Trient. Roman. Mit einem Nachwort von Sieglinde Klettenhammer. Haymon, Innsbruck 2012. ISBN 978-3-85218-742-6.
- Nachprüfung eines Abschieds. Erzählung. Mit einem Nachwort von Johann Holzner. Haymon, Innsbruck 2012. ISBN 978-3-85218-702-0.
- Der Schritt hinüber. Roman. Haymon, Innsbruck 2013. ISBN 978-3-85218-728-0.
- Volterra. Wie entsteht Prosa. Mit einem Nachwort von Johann Holzner. Haymon, Innsbruck 2011. (= Haymon tb 86). ISBN 978-3-85218-886-7.